# Mika Väyrynen (dragspelare)
Mika Väyrynen, född 7 oktober 1967 i Helsingfors, är en finländsk dragspelare. 
Väyrynen, som är elev till Matti Rantanen, är en av Finlands främsta dragspelsvirtuoser med en repertoar som sträcker sig från Johann Sebastian Bach (bland annat Goldbergvariationerna i eget arrangemang) till ny musik (uruppföranden av bland andra Aulis Sallinen och Pehr Henrik Nordgren) och tango. Han är även bandoneonist. Han har erhållit flera internationella pris och gjort talrika skivinspelningar.